# صندوق احتياطي المعاشات التقاعدية في تشيلي
صندوق احتياطي المعاشات التقاعدية (بالإنجليزية: Pension Reserve Fund of Chile -اختصاراً: PRF ) هو صندوق ثروة سيادية في تشيلي أنشئ في 28 ديسمبر 2006 برأس مال أولي قدره 604.5 مليون دولارًا أمريكيًا. تم إنشاؤه استجابة للسيناريو الديموغرافي الجديد في تشيلي والذي يتميز بزيادة في متوسط العمر المتوقع ونمو عدد كبار السن من السكان، مما يضيف تحديًا آخر للحكومة من حيث زيادة نفقات التقاعد المستقبلية والحاجة إلى ضمان معاشات تضامنية أساسية للمتقاعدين الذين لم يتمكنوا من توفير ما يكفي لتقاعدهم . وفي نهاية يوليو 2007، كان لدى صندوق PRF ما مجموعه 1.37 مليار دولار من الأصول التابعة له.

## صندوق الاستقرار الاقتصادي والاجتماعي التشيلي
صندوق الاستقرار الاقتصادي والاجتماعي التشيلي (بالإنجليزية: The Economic and Social Stabilization Fund - اختصاراً ESSF) هو صندوق آخر تأسس في 6 مارس 2007 بمساهمة أولية قدرها 2.58 مليار دولار أمريكي، معظمها (2.56 مليار دولار أمريكي) أتت من صندوق استقرار النحاس القديم، والذي حل محله هذا الصندوق. ويسمح صندوق الاستقرار الاقتصادي والاجتماعي بتمويل العجز المالي وإطفاء الدين العام. ومن ثم، فإن هذا الصندوق يوفر استقرار الإنفاق المالي لأنه يقلل من اعتماده على دورات الأعمال العالمية وتقلب الإيرادات الناتج عن تقلبات أسعار النحاس والمصادر الأخرى. على سبيل المثال، يمكن تمويل تخفيضات الميزانية الناجمة عن الانكماش الاقتصادي جزئيا بموارد من الصندوق، مما يقلل الحاجة إلى إصدار الديون.
وفقًا لقانون المسؤولية المالية، يحصل الصندوق كل عام على الرصيد الإيجابي - إن وُجد- الناتج عن الفرق بين الفائض المالي الفعلي والمساهمات في صندوق احتياطي المعاشات التقاعدية (PRF) والبنك المركزي التشيلي، مع خصم دفع الدين العام والسلف المقدمة قبل عام.

#### الوضع الماليلصندوق الاستقرار الاقتصادي والاجتماعي التشيلي (ESSF)
اعتبارًا من يناير 2024
بلغت القيمة السوقية لصندوق الاستقرار الاقتصادي والاجتماعي (ESSF) 5,186.86 مليون دولار أمريكي. وبلغ إجمالي المساهمات في الصندوق منذ إنشائه 27,763.41 مليون دولار أمريكي، وبلغ إجمالي السحوبات من الصندوق 26,685.64 مليون دولار أمريكي. وقد ولّد صافي الاستثمارات موارد إضافية بقيمة إجمالية قدرها 4,109.09 مليون دولار أمريكي منذ إنشاء الصندوق. يمكن مراجعة الأرقام المنشورة على موقع الوزارة للمزيد.

###### المساهمات والسحوباتلصندوق الاستقرار الاقتصادي والاجتماعي التشيلي (ESSF) -مليون دولار أمريكي:
| فترة     | مساهمات  | السحوبات |
| -------- | -------- | -------- |
| سنة 2007 | 13,100.0 | 0.0      |
| سنة 2008 | 5,000.0  | 0.0      |
| سنة 2009 | 0.0      | 9,277.7  |
| سنة 2010 | 1,362.3  | 150.0    |
| سنة 2011 | 0.0      | 0.0      |
| سنة 2012 | 1,700.0  | 0.0      |
| عام 2013 | 603.4    | 0.0      |
| عام 2014 | 0.0      | 498.9    |
| سنة 2015 | 0.0      | 463.9    |
| سنة 2016 | 0.0      | 462.3    |
| سنة 2017 | 0.0      | 0.0      |
| سنة 2018 | 0.0      | 541.6    |
| سنة 2019 | 0.0      | 2,563.9  |
| سنة 2020 | 0.0      | 4,090.0  |
| سنة 2021 | 0.0      | 6,196.8  |
| سنة 2022 | 5,997.7  | 0.1      |
| سنة 2023 | 0.0      | 1,640.5  |
| سنة 2024 | 0.0      | 800.0    |
| المجموع  | 27,763.4 | 26,685.6 |

## تاريخ
في عام 2006، أصدرت تشيلي قانون المسؤولية المالية الذي يتضمن إنشاء صندوقين جديدين للثروة السيادية، كان الأول منهما صندوق احتياطي المعاشات التقاعدية (PRF). وكان الغرض الأساسي منه هو توفير التمويل لالتزامات الحكومة المتعلقة بالمعاشات التقاعدية والمساعدة في دفع الزيادة المستقبلة المتوقعة من استحقاقات المعاشات التقاعدية.